# Onesia koreana
Onesia koreana är en tvåvingeart som beskrevs av Hiromu Kurahashi 1972. Onesia koreana ingår i släktet Onesia och familjen spyflugor. Inga underarter finns listade i Catalogue of Life.